# Knossos
Knossos (grekiska: Κνωσός; Knosós) är den största arkeologiska fyndorten från grekisk bronsålder och ligger på Kreta i Grekland.
Knossos var den minoiska kulturens religiösa och politiska centrum. Forskare har kommit fram till att Knossos byggdes ungefär samtidigt som pyramiderna i Egypten. Däremot har de inte lyckats förklara varför palatset helt saknar försvarsmurar. En annan gåta är de hieroglyfliknande inskrifterna. Man vet inte på vilket språk de är skrivna. Platsen har också en mytologisk dimension i och med kung Minos som sades ha sitt palats där.

## Utgrävningar
Den första utgrävningen av platsen påbörjades av amatörarkelogen Minos Kalokairinos 1877 och följdes av mer omfattande utgrävningar 1878 som avslöjade de första bevisen av Knossos. Utgrävningen avbröts av turkiska myndigheter. Knossos återupptäcktes av Arthur Evans 1894 som efter det därpå följande grekiska inbördeskriget lyckades köpa tomten och därefter ledde utgrävningarna mellan 1900 och 1936.
De mest sensationella fynden var de fresker som täckte väggarna i palatset. Det gav en antydan om en dittills helt okänd civilisation som levt i lyx och som inte liknade någon annan i den antika världen. Kvinnorna hade dräkter med armpuffar, smala midjor och kjolar med volanger. Dessa dräkter var målade i en särskild blå färg som antydde att handel förekom med fenicierna. Andra fresker föreställde unga idrottsmän som utförde akrobatiska konststycken på tjurryggar.
Det centrala rummet i palatset var tronrummet: Där fanns en väggfast tron omgiven av bänkar med en cistern som kan ha använts som akvarium. Andra delar av detta enorma palats hade terrakottakranar med rinnande vatten, vattenklosetter; där fanns långa rum med enorma krukor för förvaring av säd, en enorm amfiteater och relikskrin. Palatset var så stort att det mycket väl kan givit upphov till myten om kung Minos labyrint.
De främsta arkeologiska fynden från Knossos förvaras numera på Arkeologiska museet i Heraklion.

## Se även

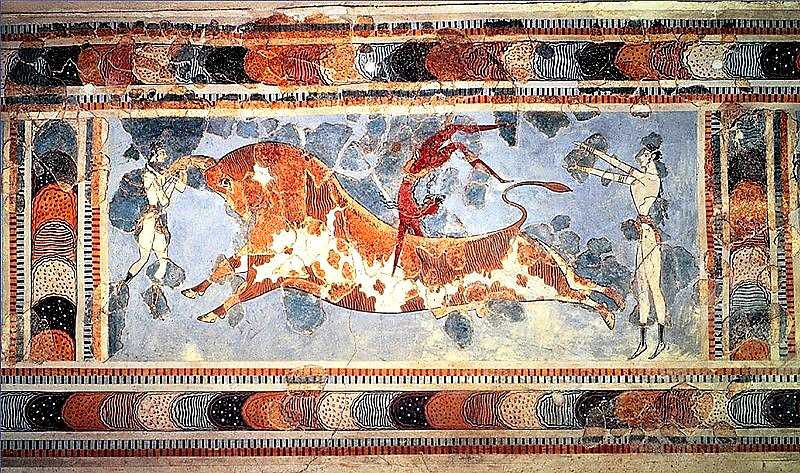
Den berömda freskmålningen med tjurakrobaterna i Knossos, en slags tävling, möjligen med religiös anknytning, där både män och kvinnor deltog. ca 1 600 - 1 500 f.Kr..